# Pietro Trifone
Pietro Trifone (* 27. duben 1951, Řím) je italský jazykovědec.

## Život a dílo
Od roku 1994 je řádným profesorem dějin italského jazyka. V oblasti jeho zájmu leží historie a morfologie italského jazyka, dialektologie a didaktika italštiny. Jako autor lingvisticky orientovaných prací spolupracoval např. s prof. Mauriziem Dardanem nebo Lucou Seriannim Einaudim.